# Janczewy
Janczewy est une localité polonaise de la gmina mixte de Kłodawa, située dans le powiat de Koło en voïvodie de Grande-Pologne. Elle se situe à environ 21 kilomètres à l'est de la ville de Koło et 138 kilomètres à l'est de Poznań, la capitale régionale. 